# Avvistamento di UFO a Firenze
Il 27 ottobre 1954 ebbe luogo un avvistamento di oggetti non identificati (UFO) nel cielo di Firenze, evento che tuttora è oggetto di interesse nel mondo dell'ufologia e argomento di trasmissioni televisive e articoli giornalistici inerenti al mistero e al paranormale.

## I fatti
Gli avvistamenti si ebbero nella giornata di mercoledì 27 ottobre 1954, soprattutto in due luoghi:
- la cattedrale di Santa Maria del Fiore;
- lo stadio Comunale.

I testimoni oculari riferirono l'osservazione in cielo di numerosi oggetti non identificati di colore bianco, a forma "di ali di gabbiano" secondo alcuni e "di cappello da mandarino cinese" secondo altri.
La prima manifestazione si ebbe all'incirca alle ore 14:20 sopra il Duomo, dove gli oggetti volanti rimasero visibili per una quindicina di minuti.
Alle 15:27 l'avvistamento interessò lo stadio Comunale (oggi stadio Artemio Franchi), dove era in corso il secondo tempo di una partita amichevole tra la ACF Fiorentina e la Pistoiese Football Club. Gli spettatori distolsero lo sguardo dal campo per osservare il passaggio di due oggetti volanti ad alta quota: l'evento attirò anche l'attenzione dell'arbitro, che decise di interrompere il match affinché anche i calciatori potessero osservare le evoluzioni aeree degli UFO. Questi ultimi si dileguarono dopo pochi minuti e la partita riprese il suo normale svolgimento. Secondo i testimoni, la direzione dei presunti velivoli sarebbe stata da nord-ovest verso sud-est, lungo un asse che congiungeva la zona delle Cascine a Rovezzano.
A questi eventi seguì, per circa mezz'ora, la caduta dal cielo - descritta "a mo' di nevicata" - di filamenti composti da un materiale biancastro e appiccicoso, battezzati dalla stampa dell'epoca con il nome di "bambagia silicea" (altresì noti come "capelli d'angelo").
Tra le numerose testimonianze dell'accaduto, si registrano anche quelle del capocronista de La Nazione, Giorgio Batini; e dei calciatori Ardico Magnini, Romolo Tuci e Ronaldo Lomi.

## L'analisi dell'evento

### Spiegazione degli avvistamenti
Un'indagine del CICAP rilevò che nella settimana dell'avvistamento erano in corso esercitazioni militari da parte dello squadrone da combattimento VF-84 (o Fighter Squadron 84), un'unità di aviazione della U.S. Navy giunta in Toscana tramite la portaerei USS Lake Champlain, che in quel periodo era attraccata al porto di Livorno.
L'indagine dimostrò come nel corso delle operazioni di addestramento, avvenute tra il 21 e il 27 ottobre, i velivoli militari statunitensi avessero fatto uso di chaff, una contromisura radioelettrica di difesa antimissile che disturba e inganna i radar dei sistemi di puntamento ostili attraverso la dispersione di nuvole di materiale radar-riflettente, come striscioline di carta stagnola: ciò avrebbe creato verosimilmente dei riflessi nel cielo, scambiati per oggetti volanti dagli osservatori da terra.

### Analisi della "bambagia silicea"
La presenza dei filamenti venne originariamente attribuita al fenomeno del ballooning ("effetto mongolfiera"), una tecnica di migrazione aerea messa in atto da alcune specie di ragni. Questi, attraverso le proprie ghiandole sericigene, producono lunghi filamenti biancastri che formano istantaneamente una grande tela triangolare che funge da paracadute, aggrappati alla quale riescono a librarsi in aria e spostarsi in volo anche per migliaia di chilometri, sfruttando le correnti d'aria e i campi elettrici della Terra. Il periodo della migrazione di questi ragni coincide con quello in cui avvennero gli avvistamenti di Firenze. Il fenomeno era pressoché ignoto all'epoca; è stato in seguito spiegato e documentato, anche con riprese e analisi di laboratorio.
Tuttavia, indagini successive attribuirono anche la cosiddetta "bambagia silicea" alle esercitazioni del VF-84, poiché la composizione chimica degli chaff è del tutto sovrapponibile a quella dei campioni raccolti nel 1954. Inoltre, proprio come i filamenti osservati e raccolti il 27 ottobre, il materiale rilasciato dai velivoli tende a disgregarsi durante la caduta dal cielo e polverizzarsi al contatto, al contrario delle tele di ragno che non presentano tali caratteristiche.

## Trattazione dell'evento da parte dei media
Nei giorni seguenti, i mezzi di comunicazione di massa diedero grande risalto all'avvenimento. Vari giornali dell'epoca lo seguirono in dettaglio, tra cui La Nazione e La Domenica del Corriere. Negli anni successivi, fino ai giorni nostri, è stato spesso citato in trasmissioni televisive che trattano di ufologia e altri argomenti di carattere pseudoscientifico, come Voyager o Il bivio - Cosa sarebbe successo se....
Nel 2013 e nel 2014, sono apparsi due articoli sull'argomento nella sezione Sport del giornale online dell'emittente BBC World Service, rispettivamente intitolati "The day UFOs hovered over Fiorentina's Stadio Artemio Franchi" e "The day UFOs stopped play".